# فلاد (فلم)
فلاد (بالإنجليزية: Vlad) هو فيلم رعب تم إنتاجه في الولايات المتحدة وصدر سنة 2003 بطولة بيلي زين وبول بوبوفيتش وفرانشسكو كوين.

## القصة
يطارد الموت والعذاب الروحي ثلاثة طلاب أمريكيين يزورون موطن جبل الكاربات في فلاد تيبيس

## وصلات خارجية
مقالات تستعمل روابط فنية بلا صلة مع ويكي بيانات